# 三野勝大
三野 勝大（みの かつひろ、1971年7月6日 - ）は、香川県坂出市出身の元プロ野球選手（投手）。

## 来歴・人物
丸亀商業高校では控え投手、東北福祉大学社会福祉学部社会福祉学科へ進学。
大学では2学年上に斎藤隆、金本知憲らがいた。2年生までは登板がなかったが、3年生になると同期の関根裕之との2枚看板として活躍。全日本入りも果たした。3年春はリーグMVP、ベストナイン（4年秋も）。当時は関根が先発を任されるエースで完成度の高い投手であったのに対して、球は速いが制球力のない未完成の投手であった。通算で13勝0敗、防御率0.87、103イニングで101奪三振の記録が残っている。
スライダー、カーブ、フォークが武器。
逆指名制度が実施された1993年のドラフト会議前に、読売ジャイアンツを逆指名することを表明。もともとは近鉄と広島がマークしていたが、この年の目玉選手だった小久保裕紀や河原隆一の逆指名を逃した巨人が急遽三野の獲得に動くことになった結果、三野の逆指名に至ったのであった。ドラフトでは巨人が1位指名で交渉権を獲得し契約金1億5000万円、年俸1200万円（金額は推定）で入団した。
1年目の1994年は、二軍で51イニングを投げて61与四死球と制球に苦しみ、1勝7敗0S、防御率7.41の成績に終わるなど精彩を欠き、一軍登板はなかった。
2年目の1995年は、二軍で3勝5敗0S、防御率4.80の成績でイースタンリーグの規定投球回数をクリアするも、規定到達者では最下位の防御率に終わり、この年も一軍登板はなかった。
3年目の1996年も一軍登板はなかった上、二軍でも10試合の登板にとどまり、1勝1敗0S、防御率5.40であった。
4年目の1997年は、二軍で8試合、1勝1敗0S、防御率3.80であったが、シーズン最終戦で初の一軍登板を果たす。
巨人ではこの1試合のみの登板に終わり、1999年シーズン途中に金銭トレードで横浜ベイスターズに移籍。
移籍一年目には登板がなく翌年の2000年に4試合の登板があったものの翌年は一軍登板なしに終わり、シーズン終了後に戦力外通告を受けそのまま退団となった。
その後は東京都日野市で接骨院を開業、新宿鍼灸柔整専門学校では教員も務めた。

## 詳細情報

### 年度別投手成績
| 年 度     | 球 団     | 登 板 | 先 発 | 完 投 | 完 封 | 無 四 球 | 勝 利 | 敗 戦 | セ 丨 ブ | ホ 丨 ル ド | 勝 率 | 打 者 | 投 球 回 | 被 安 打 | 被 本 塁 打 | 与 四 球 | 敬 遠 | 与 死 球 | 奪 三 振 | 暴 投 | ボ 丨 ク | 失 点 | 自 責 点 | 防 御 率 | W H I P |
| --------- | --------- | ----- | ----- | ----- | ----- | -------- | ----- | ----- | -------- | ----------- | ----- | ----- | -------- | -------- | ----------- | -------- | ----- | -------- | -------- | ----- | -------- | ----- | -------- | -------- | ------- |
| 1997      | 巨人      | 1     | 0     | 0     | 0     | 0        | 0     | 0     | 0        | --          | ----  | 3     | 1.0      | 0        | 0           | 0        | 0     | 0        | 2        | 0     | 0        | 0     | 0        | 0.00     | 0.00    |
| 2000      | 横浜      | 4     | 0     | 0     | 0     | 0        | 0     | 0     | 0        | --          | ----  | 27    | 5.0      | 10       | 0           | 2        | 0     | 0        | 9        | 0     | 1        | 5     | 5        | 9.00     | 2.40    |
| 通算：2年 | 通算：2年 | 5     | 0     | 0     | 0     | 0        | 0     | 0     | 0        | --          | ----  | 30    | 6.0      | 10       | 0           | 2        | 0     | 0        | 11       | 0     | 1        | 5     | 5        | 7.50     | 2.00    |

### 記録
- 初登板：1997年10月8日、対ヤクルトスワローズ27回戦（明治神宮野球場）、6回裏に3番手として救援登板、1回無失点
- 初奪三振：同上、6回裏に池山隆寛から

### 背番号
- 12 （1994年）
- 29 （1995年 - 1997年）
- 48 （1998年 - 1999年途中）
- 63 （1999年途中 - 2001年）